# ロバート・ブルーデネル (第6代カーディガン伯爵)
第6代カーディガン伯爵ロバート・ブルーデネル（英語: Robert Brudenell, 6th Earl of Cardigan 1760年4月25日 – 1837年8月14日）は、イギリスの貴族、政治家、クリケット選手。
ウェストミンスターに生まれる。父は陸軍軍人ロバート・ブルーデネル（第3代カーディガン伯爵ジョージ・ブルーデネルの三男）、母はアン（庶民院議員、第6代準男爵サー・セシル・ビショップの五女）。ロバートは熱心なクリケット選手であり、1790年から1793年にかけてファーストクラス・クリケットの試合に度々出場したほか、世界最古のクリケットチームであるメリルボーン・クリケット・クラブ（MCC）の初期の選手の一人でもあった。1797年から1802年にかけて、マールバラ選挙区選出の庶民院議員を務めた。
叔父である第5代カーディガン伯爵ジェイムズ・ブルーデネルが子供を残さずに死去したため、1811年に伯爵位を継承する。1837年にメリルボーンで死去。ノーサンプトンシャーの小村ディーンにある聖ピーター教会に埋葬されている。長男のジェイムズが襲爵した。

## 家族
1794年、ロンドン・聖ジョージ教会でペネロープ・クックと結婚。7人の子宝に恵まれた。
- ハリエット・ジョージアナ嬢：カーゾン子爵リチャード・カーゾン＝ハウ（1821年にハウ伯爵に叙される）と結婚
- オーガスタ嬢：陸軍軍人ヘンリー・ビンガム・ベアリング（英語版）と結婚[6]
- エリザベス・アン嬢：ジョン・パーシヴァル（第2代アーデン男爵（英語版）チャールズ・パーシヴァル（英語版）の息子）と結婚したが、のちに貴族、聖職者のウィリアム・ブロドリック（英語版）と再婚
- ジェイムズ・トマス[7]：陸軍軍人、第7代カーディガン伯爵。クリミア戦争のバラクラヴァの戦いで軽騎兵旅団の突撃（英語版）を指揮[8]。衣服の「カーディガン」を考案し、その名前の由来となったことでも知られる[9]。
- シャーロット・ペネロープ嬢：政治家ヘンリー・スタート（英語版）と結婚[10]
- メアリー嬢：第3代チチェスター伯爵ヘンリー・ペラムと結婚
- アン嬢：陸軍軍人、庶民院議員のビンガム卿ジョージ・ビンガムと結婚[11]